# Assunto Delicado (canção de Guilherme & Benuto)
Assunto Delicado é uma música da dupla sertaneja brasileira Guilherme & Benuto, com participação especial do cantor de forró Xand Avião, lançado em 18 de agosto de 2022 pela Sony Music, sendo o segundo single do terceiro álbum ao vivo Deu Rolo In Goiânia.

## Antecedentes e gravação
No momento do lançamento, o último single Haja Colírio, gravado e lançado com participação da dupla Hugo & Guilherme, alcançou o Top 1 do Spotify Brasil, que, assim como Assunto Delicado, foi gravado em maio de 2022, em Goiânia.

## A música
A música, de Elias Costa, Jean Carlos, Mayky Muniz e Washington Jr., foge da linha do sertanejo universitário para um forró eletrônico, pela presença do cantor Xand Avião.
“Nessa música contamos com a participação do nosso amigo Xand Avião, o ‘comandante’ do forró no Brasil, que fez toda a diferença para essa moda ‘forroneja’”, explicam os irmãos.
Xand conta: “Foi muito massa participar desse feat com o Guilherme & Benuto. Tanto que, quando recebi o convite, já senti o potencial que a música tinha e, quando gravamos, tive certeza que tínhamos acertado. É sempre um prazer trabalhar junto com bons nomes da nossa música e ter essa troca. Tenho certeza que vai ser um sucesso“.
O refrão da canção traz a ideia central: 
“É que eu ainda sou aquele assunto delicado / Eu acho que tu superou / Quem não me superou foi seu namorado”.

## Repercussão
A faixa veio crescendo no Spotify brasileiro desde o seu lançamento, no dia 19 de agosto, e ocupou a 8ª posição do Top 50 Brasil, até o fim do ano.
Junto com Haja Colírio e 3 Batidas, Assunto Delicado, em 2024, receberam disco de diamante triplo pela Pro-Música Brasil e renovaram contrato com a Sony Music, gravadora na qual estão desde o início da dupla.

### Desempenho comercial
| Tabela musical           | Melhor posição |
| ------------------------ | -------------- |
| Spotify (Top 200 Brasil) | 3              |

### Certificações
| País         | Certificação | Vendas certificadas |
| ------------ | ------------ | ------------------- |
| Brasil (PMB) | 3× Diamante  | +900 000            |